# Campionati svedesi di sci alpino 2003
I Campionati svedesi di sci alpino 2003 si sono svolti a Klövsjö e a Vemdalen dal 28 al 29 marzo. Il programma ha incluso gare di discesa libera, supergigante, slalom gigante, slalom speciale e combinata, tutte sia maschili sia femminili.
Trattandosi di competizioni valide anche ai fini del punteggio FIS, vi hanno partecipato anche sciatori di altre federazioni, senza che questo consentisse loro di concorrere al titolo nazionale svedese.

## Risultati

### Uomini

#### Discesa libera
| Pos. | Atleta        | Nazione |
| ---- | ------------- | ------- |
| 1    | Patrik Järbyn | Svezia  |
| 2    | ?             | ?       |
| 3    | ?             | ?       |

#### Supergigante
| Pos. | Atleta        | Nazione |
| ---- | ------------- | ------- |
| 1    | Patrik Järbyn | Svezia  |
| 2    | ?             | ?       |
| 3    | ?             | ?       |

#### Slalom gigante
| Pos. | Atleta                 | Nazione   | Tempo   |
| ---- | ---------------------- | --------- | ------- |
| 1    | Patrik Järbyn          | Svezia    | 1:51,64 |
| 1    | Fredrik Nyberg         | Svezia    | 1:51,64 |
| 3    | Charlie Bergendahl     | Svezia    | 1:52,90 |
| 4    | Tommi Viirret          | Finlandia | 1:54,24 |
| 5    | Peter Bylund           | Svezia    | 1:54,34 |
| 6    | Andreas Baggström-Palm | Svezia    | 1:54,65 |
| 7    | Fredrik Steinwall      | Svezia    | 1:54,66 |
| 8    | Anton Lahdenperä       | Svezia    | 1:54,73 |
| 9    | Kalle Andersson        | Svezia    | 1:55,10 |
| 10   | Per Rönnmark           | Svezia    | 1:55,12 |

Data: 28 marzo

Località: Klövsjö

#### Slalom speciale
| Pos. | Atleta             | Nazione | Tempo   |
| ---- | ------------------ | ------- | ------- |
| 1    | Per Rönnmark       | Svezia  | 1:43,49 |
| 2    | Charlie Bergendahl | Svezia  | 1:45,28 |
| 3    | Mattias Kangas     | Svezia  | 1:45,92 |
| 4    | Niklas Rainer      | Svezia  | 1:46,27 |
| 5    | Anton Lahdenperä   | Svezia  | 1:46,64 |
| 6    | Fredrik Nordh      | Svezia  | 1:46,70 |
| 7    | Simon Lahdenperä   | Svezia  | 1:48,13 |
| 8    | Pär Abersten       | Svezia  | 1:48,52 |
| 9    | Olof Buchar        | Svezia  | 1:48,55 |
| 10   | Jörgen Ollas       | Svezia  | 1:48,58 |

Data: 29 marzo

Località: Vermdalen

#### Combinata
| Pos. | Atleta             | Nazione |
| ---- | ------------------ | ------- |
| 1    | Charlie Bergendahl | Svezia  |
| 2    | ?                  | ?       |
| 3    | ?                  | ?       |

### Donne

#### Discesa libera
| Pos. | Atleta      | Nazione |
| ---- | ----------- | ------- |
| 1    | Anja Pärson | Svezia  |
| 2    | ?           | ?       |
| 3    | ?           | ?       |

#### Supergigante
| Pos. | Atleta                  | Nazione |
| ---- | ----------------------- | ------- |
| 1    | Jessica Lindell Vikarby | Svezia  |
| 2    | ?                       | ?       |
| 3    | ?                       | ?       |

#### Slalom gigante
| Pos. | Atleta                  | Nazione | Tempo   |
| ---- | ----------------------- | ------- | ------- |
| 1    | Anja Pärson             | Svezia  | 1:55,53 |
| 2    | Anna Ottosson           | Svezia  | 1:56,62 |
| 3    | Janette Hargin          | Svezia  | 1:57,24 |
| 4    | Christine Hargin        | Svezia  | 1:57,47 |
| 5    | Ylva Nowén              | Svezia  | 1:57,66 |
| 6    | Maria Pietilä Holmner   | Svezia  | 1:57,91 |
| 7    | Therese Borssén         | Svezia  | 1:58,02 |
| 8    | Susanne Ekman           | Svezia  | 1:58,26 |
| 9    | Jessica Lindell Vikarby | Svezia  | 1:58,43 |
| 10   | Sofie Olofsson          | Svezia  | 1:58,61 |

Data: 28 marzo

Località: Klövsjö

#### Slalom speciale
| Pos. | Atleta                | Nazione   | Tempo   |
| ---- | --------------------- | --------- | ------- |
| 1    | Anna Ottosson         | Svezia    | 1:18,92 |
| 2    | Christine Hargin      | Svezia    | 1:19,23 |
| 3    | Anja Pärson           | Svezia    | 1:19,30 |
| 4    | Therese Borssén       | Svezia    | 1:20,01 |
| 5    | Maria Pietilä Holmner | Svezia    | 1:20,36 |
| 6    | Ida Söderberg         | Svezia    | 1:20,90 |
| 7    | Sofie Olofsson        | Svezia    | 1:20,91 |
| 8    | Noora Haterma         | Finlandia | 1:21,13 |
| 9    | Janette Hargin        | Svezia    | 1:21,17 |
| 10   | Erika Forss           | Svezia    | 1:21,85 |

Data: 29 marzo

Località: Vermdalen

#### Combinata
| Pos. | Atleta      | Nazione |
| ---- | ----------- | ------- |
| 1    | Anja Pärson | Svezia  |
| 2    | ?           | ?       |
| 3    | ?           | ?       |